# Univerza Sorbonne
Univerza Sorbonne (francosko Sorbonne Université) je francoska univerza v Parizu. Nastala je 1. januarja 2018 z združevanjem univerz Paris-Sorbonne (Paris-IV) in Pierre-et-Marie-Curie (Paris-VI).
Univerza Sorbonne je organizirana v tri fakultete: Fakulteto za humanistiko, Medicinsko fakulteto in Fakulteto za naravoslovje in tehniko, ki so razporejene na 26 različnih lokacijah. V letu 2019 je bilo na univerzi vpisanih 55.600 študentov, med njimi 10.200 iz tujine, univerza pa je gostila tudi 6.700 raziskovalcev in predavateljev.
Svetovna univerzitetna lestvica QS za leto 2021, ki odlikuje najboljše univerze na svetu, jo uvršča na 97. mesto. Šanghajska lestvica univerzo Sorbonne uvršča na 39. najboljšo univerzo na svetu.